# George Hardie
George Hardie (nacido en 1944) es un diseñador gráfico, ilustrador y profesor, conocido por sus trabajos de portadas de álbumes para bandas y músicos de rock junto al grupo de diseñadores británico Hipgnosis.
Después de estudiar en St Martin y la Royal College of Art de Londres, Hardie se asoció con Nicholas Thirkell Associates (NTA Studios) colaborando con Bob Lawrie, Bush Hollyhead y Malcolm Harrison, además de con Storm Thorgerson y Aubrey Powell (designer) de Hipgnosis. Su trabajo incluye el diseño de portadas como el álbum debut de Led Zeppelin, Led Zeppelin (1968), además de los álbumes de Pink Floyd The Dark Side of the Moon (1973) y Wish You Were Here (1975). Como diseñador/ilustrador, Hardie tiene una gran experiencia internacional.
Desde 1990, Hardie ha enseñado a estudiantes de diseño gráfico en la Universidad de Brighton. En 1994, Hardie se convirtió en miembro de la Alliance Graphique Internationale, trabajando actualmente de Secretario internacional.